# Edna Norrell
Edna Norrell fue una actriz cinematográfica y teatral argentina.

## Carrera
Norrell fue una actriz de reparto que con papeles antagonistas o por lo general en roles de vampiresa, actuó en una docena de films durante la época de oro el cine argentino. Actuó junto a destacados actores eximios de la escena nacional como Pepe Arias, Mecha Ortiz, Paulina Singerman, Niní Marshall, Juan Carlos Thorry, Francisco Álvarez, Emilio de Grey, Elsa O'Connor, Mirtha Legrand, Norma Giménez, Enrique Serrano, Miguel Gómez Bao, Delia Garcés, entre otros.
Se lució  brillantemente durante la década del '30 hasta la del '50.

## Filmografía
- 1938: Maestro Levita
- 1939: Retazo
- 1940: Hay que educar a Niní
- 1941: Persona honrada se necesita
- 1942: Tú eres la paz
- 1943: Cándida, la mujer del año
- 1944: Hay que casar a Paulina
- 1944: El deseo
- 1954: El calavera[2]

## Teatro
En teatro en 1935 formó  parte de la "Compañía Española de Comedias Juan Bonafé", estrenando el sainete lírico titulado La payariega estrenado en el Teatro Avenida, junto con Amanda Varela, Pedro Quartucci, Miguel Faust Rocha, Juana Sujo, Femando Caprio, Gustavo Doria, Mario Nervi, Jorge Lanza, Elida Bosch y Margarita Lawson.
En 1942 actuó en la primera temporada de la obra El diablo andaba en los choclos, estrenada en el Teatro Segura de Lima encabezada por Luis Sandrini y acompañado por Nedda Francy, Alberto Bello, Eduardo Sandrini.
En 1944 hizo La dama del Alba, de Alejandro Casona, encabezada por actriz aficionada Dolores Millé.
Integró en 1948 una compañía encabezada por Tita Merello y Guillermo Battaglia, estrenando la obra Filomena Marturano en el Teatro Politeama con la dirección de Luis Mottura.En el elenco también estuvieron Esther Bustamante, Agustín Barrios, Betty Colman, Tito Alonso, Domingo Márquez y Alberto de Mendoza.